# Judenlager Milbertshofen

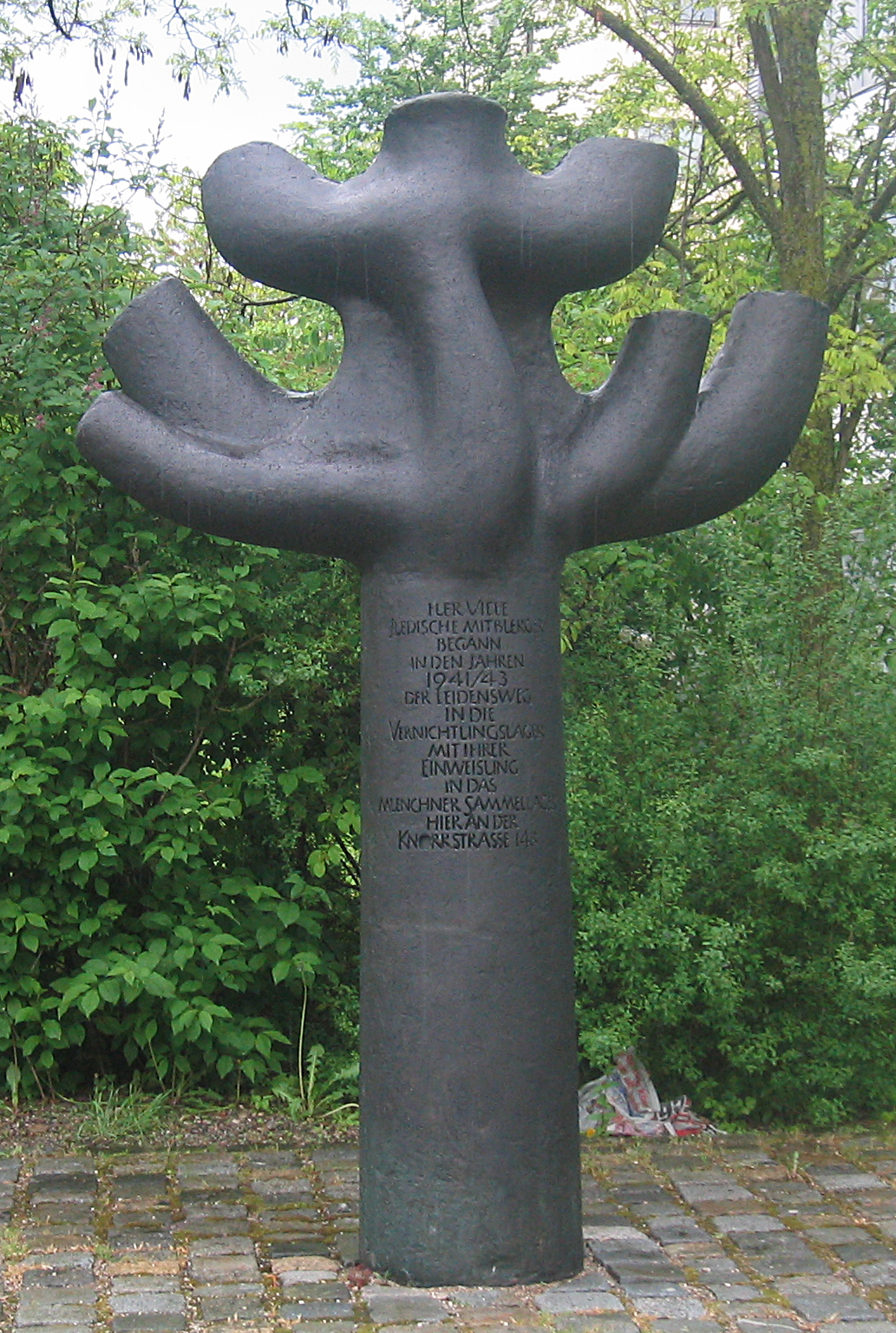
Das 1982 eingeweihte Mahnmal für das Milbertshofener Judenlager

Das Judenlager Milbertshofen (im offiziellen NS-Sprachgebrauch als „Judensiedlung Milbertshofen“ bezeichnet) war ein Arbeits- bzw. Sammellager für Juden in München zwischen 1941 und 1942.

## Zeit des Nationalsozialismus
Wie überall in Deutschland waren die etwa 9000 jüdischen Bürger in München nach der „Machtübernahme“ der Nationalsozialisten fortschreitender Diskriminierung ausgesetzt. Bis 1938 waren bereits ca. 3500 Juden zur Auswanderung gezwungen worden, nach dem Novemberpogrom 1938 wurden weitere 1000 jüdische Männer ins KZ Dachau verschleppt.
Im Münchner Stadtteil Milbertshofen entstand ab dem 17. März 1941 südlich der Ecke Knorrstr./Troppauer Str. auf einem 14.500 m² großen Grundstück ein Barackenlager. Dieses musste von jüdischen Zwangsarbeitern ohne Entlohnung aufgebaut werden, die 18 Holzbaracken waren ehemalige SA-Unterkünfte aus Oberach (heute Teil von Rottach-Egern). Bis zum 11. Oktober 1941 wurden 412 Männer und 38 Frauen als Zwangsarbeiter in das Milbertshofener Lager verschleppt. Die Spitzenbelegung der für 1100 Personen ausgelegten Baracken betrug 1376 Menschen. Durch die Zwangsumsiedlung nach Milbertshofen und in das Sammellager in Berg am Laim waren in München rund 1500 Wohnungen freigeworden, die vorrangig an „verdiente Parteigenossen“ vergeben wurden. Die im Lager lebenden Juden wurden als Zwangsarbeiter in verschiedenen Münchner Betrieben eingesetzt. Die Verwaltung des Lagers oblag den Insassen selbst, dem letzten Leiter Curt Mezger wurde im Jahr 2007 der Curt-Mezger-Platz in Milbertshofen gewidmet.
Das von der Gauleitung der Münchner NSDAP betriebene Lager diente hauptsächlich als Durchgangslager für die Deportationen in die Konzentrations- und Vernichtungslager Piaski, Theresienstadt und Auschwitz. Der erste Zugtransport von 1000 Gefangenen ging am 20. November 1941 vom nahe gelegenen Güterbahnhof Milbertshofen ins besetzte litauische Kowno/Kaunas ab, wo die Menschen nur wenige Tage später ermordet wurden. Bereits am 19. August 1942 wurde das Lager aufgegeben, fast alle dort Gefangenen waren bis dahin zur Ermordung in den Osten „evakuiert“ (so der NS-offizielle Euphemismus) worden. Die letzten Gefangenen wurden in das Sammellager in Berg am Laim verlegt. Anschließend wurde das Lager an die BMW AG verkauft, die italienische Fremdarbeiter in den Baracken unterbrachte.

## Nachkriegszeit
Nach dem Ende des Zweiten Weltkrieges diente es dem Roten Kreuz als Flüchtlingslager. Danach geriet es zunächst in Vergessenheit, das Gelände ist seit den 1980er Jahren vollständig in ein Gewerbegebiet umgewandelt worden. Am 30. Oktober 1980 wurde im Rahmen einer Sitzung des Bezirksausschusses die Aufstellung einer Gedenktafel beantragt. Von Robert Lippl wurde schließlich eine Plastik geschaffen, die an der Troppauer Str./Ecke Knorrstr., d. h. am Nordende des ehemaligen Lagerkomplexes, aufgestellt und am 15. November 1982 von Georg Kronawitter eingeweiht wurde.
Die ca. drei Meter hohe Bronzeplastik erinnert sowohl an einen abgestorbenen Baum als auch an eine Menora. Eingraviert in den „Stamm“ ist die Inschrift

„Für viele Jüdische Mitbürger begann in den Jahren 1941/43 der Leidensweg in die Vernichtungslager mit ihrer Einweisung in das Münchner Sammellager hier an der Knorrstraße 148.“

Im Zuge des Ausbaus der U-Bahn-Linie U2 und des U-Bahnhofs Am Hart wurde die Skulptur 1988 kurzfristig auf den neuen israelitischen Friedhof verlegt.